# Julio Alba
Julio Alba (* 9. Juli 1922; † 25. Dezember 1997) war ein argentinischer Radrennfahrer und nationaler Meister im Radsport.

## Sportliche Laufbahn
Alba war im Bahnradsport und im Straßenradsport aktiv. Er war Teilnehmer der Olympischen Sommerspiele 1948 in London. In der Mannschaftsverfolgung konnte sich der argentinische Bahnvierer mit Roberto Guerrero, Julio Alba, Ambrosio Aimar und Enrique Molina nicht platzieren.
Von 1944 bis 1947 gewann er die Argentinische Meisterschaft im Straßenrennen der Männer.